# Casa di Franklin D. Roosevelt
Il sito storico Casa di Franklin D. Roosevelt conserva la tenuta newyorkese di Springwood, a Hyde Park. Springwood rappresenta il luogo di nascita, la casa di una vita ed il luogo di sepoltura del 32º Presidente degli Stati Uniti, Franklin Delano Roosevelt. Nel 1945 è stato riconosciuto come sito nazionale storico.